# Slätputs

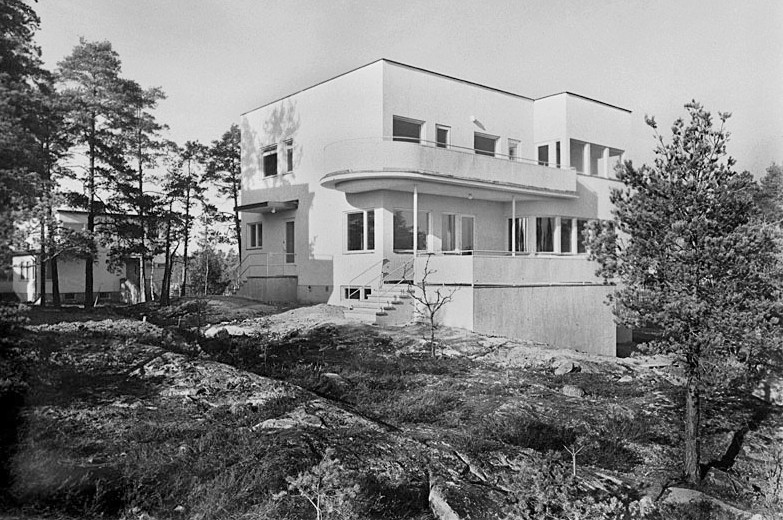
Nyuppförd villa med slätputsad fasad av kalkbruk (Södra Ängby, 1938).

Slätputs är en av metoderna att lägga ett tunt ytskikt av bruk på till exempel byggnader, invändigt och utvändigt. Putsens syfte är att hålla ihop konstruktioner, skydda den bakomliggande väggen samt att ge en vacker yta. Som namnet antyder blir ytan vid denna putsningsmetod i det närmsta slät med bara mycket små ojämnheter.
Generellt sett skiljer man på slätputs, spritputs och slamning.